# Discord
Discord je brezplačna VoIP aplikacija, ki je namenjena komunikaciji med uporabniki v zasebnih skupinah ali javnih skupnostih preko tekstovnih ali zvočnih kanalov. V začetku je bila njena ciljna skupina t.i. igričarska skupnost, danes pa strmi k vsem vrstam uporabnikov. Na voljo je na platformah Windows, macOS, Android, iOS, Linux in spletnih brskalnikih.

## Zgodovina
Koncept o aplikaciji si je zamislil Jason Citron, ki je razvil aplikacijo OpenFeint, družbeno omrežje za igre na mobilnih napravah. Leta 2011 jo je prodal. S kupnino je financiral svoj studio za razvoj iger, Hammer & Chisel, ki je leta 2014 izdal prvo igro Fates Forever, vendar igra ni bila uspešna.
Med razvojem je opazil, kako otežena je bila komunikacija z ekipo, kadar so igrali razne videoigre, kot so Final Fantasy XIV in League of Legends. Nekatere storitve so zahtevale deljenje IP naslovov, druge, kot sta Skype in TeamSpeak, pa so bile preveč potratne.
Tako je prišel na idejo o aplikaciji, ki bi bila uporabnikom prijazna, obenem pa ne bi preveč obremenjevala računalniškega sistema.
13. maja 2015 je bil Discord prvič objavljen, na spletni strani discordapp.com. Vzbudil je pozornost e-šport ekip in igralcev na LAN turnirjih, tudi nekaterih igričarskih Reddit skupnosti.
Leta 2021 je že imel več kot 350 milijonov registriranih in 150 milijonov mesečno aktivnih uporabnikov.
5. decembra 2023 je Discord prenovil svojo mobilno aplikacijo za naprave iOS in Android. Dodali so nove funkcije, kot so temni način, glasovna sporočila in nove ikone.

## Funkcije
Discord uporabnikom omogoča ustvarjanje zasebnih skupin, kjer je lahko največ 10 uporabnikov in skupnosti, t.i. Server (slov. strežnik), kjer je lahko tudi do milijon članov.

### Server
Serverji so skupnosti, v katerih je lahko od le nekaj do milijon uporabnikov. Vsakdo lahko ustvari svojo skupino brezplačno. Lastniku skupine je omogočeno upravljanje, kot je na primer dodajanje tekstovnih ali zvokovnih komunikacijskih kanalov, ustvarjanje "vlog" (t.i. "Roles"; npr. za moderatorje, administratorje, uporabnike s posebnimi privilegiji), dodeljevanje pravic le-tem, odstranjevanje uporabnikov iz skupine, itd. Server je lahko tudi zasebna skupina, kjer je pridružitev možna le s povezavo.

### Komunikacijski kanal
Kanali (angl. Channels) omogočajo komunikacijo med uporabniki. Trenutno obstaja pet vrst kanalov: tekstovni, zvokovni, forum, kanal za obvestila in kanal za prireditve (Stage). Lastnik skupine lahko ustvari poljubno število kanalov (vendar ne več kot 500), določa njihove nastavitve, kot so na primer kateri uporabniki imajo dostop do njih. Pri tekstovnih, forum in kanalih za obvestila se lahko še določa, kdo lahko pošilja sporočila, v primeru zvokovnih in prireditvenih pa na primer kdo lahko govori.

### Uporabniški profil
Vsak uporabnik si za uporabo storitve mora ustvariti uporabniški račun. Zadostuje že uporabniško ime, vendar je priporočljiva uporaba tudi e-poštnega naslova in gesla, tako da se ne izgubi dostop do računa. Pridruži se lahko 100 serverjem, v primeru naročnine na storitev Discord Nitro pa 200. Uporabniško ime, ki je unikatno, sestoji iz dveh elementov: samega imena in štirimestne številke v razponu od 1 do 9999, ločeno z lestvico (#) (npr. Uporabnik#1234). Možna je tudi določitev profilne slike. 

### Discord Nitro
Discord Nitro je naročnina, ki naročnikom omogoči dodatne funkcije, kot so povečanje limita prenosa datotek (do 500 MB, osnovno 8 MB), deljenje zaslona v višji ločljivosti, znački na profilu, ki prikazuje, da je uporabnik naročnik, možnosti pridružitve 200 serverjem (osnovno 100), sporočila do 4.000 znakov (osnovno 2.000), animirana (gif) profilna slika, itd.

## Zanimivosti
Discord je leta 2015 ustvaril Crowdin projekt, kjer je uporabnikom bilo omogočeno prostovoljno prevajanje uporabniškega vmesnika. Med prevajanimi jeziki je bila tudi slovenščina, prvo od treh področij potrebnih prevajanja (ta področja so bila: Discord, Discord API in Discord Marketing) je bilo že v celoti prevedeno, vendar pa zaradi načina delovanja platforme Crowdin - da mora vsak prevod tudi potrditi (zanj glasovati) zadosten delež uporabnikov - ni bila nikoli obravnavana, Discord pa je julija 2018 zaprl celoten projekt in prevajalcem brezplačno podaril majico z logotipom in imenom podjetja ter besede "hvala" v različnih jezikih.